# فيرنر فرانك
فيرنر فرانك (بالألمانية: Werner Franke)‏ هو عالم أحياء جزيئية وأحيائي ألماني، ولد في 31 يناير 1940 في بادربورن في ألمانيا.